# فينيرا 5
فينيرا 5 هو مسبار فضاء سوفيتي أطلق ضمن مشروع فينيرا لاستكشاف كوكب الزهرة في 5 يناير1969 من أجل استكشاف بيانات عن الغلاف الجوي للزهرة. وهو مشابه في التصميم لفينيرا 4.
عندما أقترب من الغلاف الجوي للزهرة انفصلت كبسولة كتلتها 450 كغ مزودة بالعديد من الأجهزة العلمية. للدراسة الغلاف الجوي للزهرة.
فتحت مظلة أثناء الهبوط على سطح الزهرة لإبطاء سرعة الهبوط وتم إرسال بيانات في 16 مايو سنة 1969 أثناء الهبوط لمدة 53 دقيقة عن الغلاف الجوي للزهرة.